# Stamford Bridge (Yorkshire del Este)
Stamford Bridge es una parroquia civil inglesa situada en Yorkshire del Este. Según el censo de 2021, tiene una población de 4000 habitantes.
La localidad está ubicada en un antiguo punto de cruce del río Derwent.

## Historia
Hacia el año 70 d. C., los romanos establecieron en este lugar un fuerte militar. Más tarde se desarrolló un gran asentamiento civil, de configuración lineal, en torno a un puente que estaría situado aproximadamente a un kilómetro y medio al sur de la ciudad actual.
El Iter I del Itinerario de Antonino sitúa a Derventio (en el actual río Derwent) a siete millas romanas de Eboracum (York), dato que coincide con la situación de las actuales localidades.
En relación con los restos descubiertos bajo la ciudad de Malton (en Yorkshire del Norte), siempre se había pensado que sería esta localidad la que estaría situada sobre Derventio. Los restos arqueológicos bajo Stamford Bridge no se conocían hasta hace muy poco, permaneciendo cubiertos por campos de cultivo y pastoreo. Teniendo en consideración esta nueva evidencia arqueológica, y en ausencia de otros posibles candidatos, se cree que es Stamford Bridge la que se emplaza en el lugar que en otro tiempo ocupó la Derventio romana.
La batalla de Stamford Bridge, el 25 de septiembre de 1066, marcó el final de la era vikinga en Gran Bretaña.
Este emplazamiento fue llamado Pons Belli por los normandos, que significa "puente de batalla". Los primeros registros de rentas sobre propietarios y campesinos, así como la existencia de un horno común, datan de 1368.